# Thomas Lièvremont
Pour les articles homonymes, voir Lièvremont.

a Compétitions nationales et continentales officielles uniquement.

b Matchs officiels uniquement.
Dernière mise à jour le 8 décembre 2018.
Thomas Lièvremont, né le 6 novembre 1973 à Perpignan, est un joueur français de rugby à XV qui évolue au poste de troisième ligne centre.
Il a joué en équipe de France et dans les clubs de l'USA Perpignan, du Biarritz olympique et de l'US Dax. À la fin de sa carrière de joueur, il s'est reconverti en tant qu'entraîneur.

## Biographie

### Jeunesse et formation
Il a six frères et une sœur, qui deviendront également joueurs de rugby à différents niveaux, dont les plus connus sont Marc, sélectionneur du XV de France de 2007 à 2011 et Matthieu qu'il entraîne à Dax de 2008 à 2010, après avoir joué à ses côtés durant la saison 2007-2008.
Il est formé à Argelès-sur-Mer au sein du club de l'ES Argelès, notamment entraîné par Pierre Aylagas.
Avec ce club, il atteint le groupe A2 de première division et dispute un huitième de finale du championnat de France en 1996, perdu contre le Stade toulousain. Bien que cette performance soit synonyme d'accession au groupe A1, les dirigeants refusent la montée pour des raisons financières. Il quitte alors son club formateur pour pratiquer le rugby au niveau professionnel.

### Carrière de joueur professionnel
Après avoir quitté Argelès, Thomas Lièvremont commence sa carrière professionnelle à l'USA Perpignan aux côtés de ses frères Marc et Matthieu. Bien qu'ils aient évolué tous les trois dans la même équipe, ils n'ont jamais disputé une rencontre en même temps. Au mieux, ils sont alignés sur la même feuille de match pendant une rencontre de la saison 1996-1997, Thomas et Marc en tant que titulaire et Matthieu sur le banc ; Mathieu rentrera en jeu à la place de Marc en cours de match.
Il a honoré sa première cape internationale en équipe de France le 25 septembre 1996 contre l'équipe d'Argentine. Il est remplaçant puis entre à la 70e minute à la place d'Abdelatif Benazzi.
Le 11 novembre 1997, il joue avec les Barbarians français, aux côtés de son frère Marc, contre l'Afrique du Sud à Biarritz. Les Baa-Baas s'imposent 40 à 22.
Le 7 février 1998, pour sa quatrième sélection avec le XV de France, il est titulaire pour la première fois sur l'aile de la troisième ligne, pour ce qui est aussi son premier match dans le Tournoi des cinq nations contre l'équipe d'Angleterre.
Lors de la finale de championnat de France 1998, il est titulaire au poste de troisième ligne centre avec l'USA Perpignan alors que son frère, Marc, est titulaire en troisième ligne aile, en face, avec le Stade français Paris. Les catalans s'inclinent 34 à 7, c'est Marc qui devient Champion de France.
Il est sélectionné par Jean-Claude Skrela pour disputer la Coupe du monde 1999. Son frère Marc est également dans le groupe. Cependant, Thomas ne disputera qu'un seul match de la compétition, contre la Namibie, au cours duquel il se blesse. Il est titulaire au centre de la troisième ligne, associé à son frère Marc et à Olivier Magne. Les Bleus s'imposent 47 à 13.
Après la coupe du monde, Bernard Laporte succède à Jean-Claude Skrela au poste de sélectionneur. Thomas Lièvremont continue de jouer en équipe de France. Il dispute quatre matchs du Tournoi des six nations en 2000 puis un match en 2001.
En novembre 2000, il est de nouveau sélectionné avec les Barbarians français, aux côtés de son frère Marc, capitaine de l'équipe, pour jouer la Nouvelle-Zélande au stade Bollaert à Lens. Les Baa-Baas parviennent à s'imposer 23 à 21.

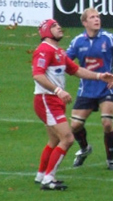
Thomas Lièvremont sous le maillot du Biarritz olympique le 17 12 2006.

En 2002, il est titulaire en troisième ligne lors de la finale du championnat de France 2001-2002. Il est associé à Serge Betsen et Christophe Milhères. Le BO s'impose 25 à 22 contre le SU Agen après prolongation et il devient donc une première fois champion de France, face à son frère Matthieu évoluant alors dans les rangs agenais.
Il revient en équipe de France, après trois ans d'absence, pour le Tournoi des six nations 2004. La France réalise le grand chelem à l'occasion de ce tournoi. Il termine sa carrière internationale sur la victoire dans le Tournoi des six nations 2006.
En 2005, il est capitaine du Biarritz olympique lors de la finale du championnat de France 2004-2005. Il est cette fois associé en troisième ligne à Serge Betsen et Imanol Harinordoquy. Le BO s'impose de nouveau après prolongation (37 à 34). Thomas Lièvremont remporte ainsi un deuxième Bouclier de Brennus.
Le 20 mai 2006, il est de nouveau le capitaine en finale de Coupe d'Europe contre le Munster au Millennium Stadium de Cardiff. Il compose la même troisième ligne que lors de la finale victorieuse en 2005. Le BO ne parvient pas s'imposer, s'inclinant 19 à 23. Pour la finale de championnat 2006, les entraîneurs, Patrice Lagisquet et Jacques Delmas lui préfèrent Thierry Dusautoir en troisième ligne. Il commence la rencontre sur le banc avant de rentrer en cours de jeu. Il est champion de France une troisième fois en s'imposant 40 à 13 face au Stade toulousain.
En mars 2007, il est sélectionné une dernière fois avec les Barbarians français, aux côtés de son autre frère Matthieu, pour jouer un match contre l'Argentine à Biarritz. Il est désigné capitaine de l'équipe lors de ce match. Les Baa-Baas s'inclinent 28 à 14. Il se blesse lors des phases finales.
En 2007, il quitte le Biarritz olympique et rejoint l'US Dax pour y retrouver ses frères Marc, entraîneur du club, et Matthieu, également recruté durant l'été ; Marc quittera finalement le club afin de devenir le sélectionneur du XV de France. Thomas fait son retour sur les terrains au mois de novembre une fois sa période de convalescence achevée.

### Reconversion en tant qu'entraîneur
Il a ensuite été entraîneur, tout d'abord de l'US Dax après y avoir pris sa retraite anticipée de joueur,, puis de l'Aviron bayonnais de 2010 à décembre 2011 avec Christian Gajan.
Depuis 2012, il est consultant pour Canal+. Il parcticipe notamment aux Spécialistes rugby et commente régulièrement les matchs de Pro D2, le jeudi soir, sur Canal+Sport.
En 2015, il est nommé manager de l'équipe de France des moins de 20 ans, succédant à Fabien Pelous. En décembre 2017, il est remplacé par Sébastien Piqueronies.
Le 12 septembre 2018, il est nommé sélectionneur de l'équipe de Roumanie. Il fait ses débuts contre le Portugal le 10 novembre 2018 lors du championnat d'Europe des nations. Il est démis de ses fonctions le 7 décembre 2018.
Alors qu'il intervenait déjà à titre épisodique auprès de l'équipe des espoirs de l'Anglet olympique, il intègre l'équipe régulière des entraîneurs à partir de la saison 2020-2021.

### Reconversion extra-sportive
Malgré son départ du Biarritz olympique lors de sa carrière de joueur, Thomas continue d'habiter dans la Côte basque. Il tient plus tard avec son frère Marc un restaurant à Biarritz, dans le quartier de la Côte des Basques. En 2020, il crée une société d'analyse de données statistiques extraites de matchs de rugby appelée AIA Sports.

## Palmarès

### En club
- Championnat de France de première division : 
  - Vainqueur (3) : 2002 et 2005 (capitaine) et 2006 (remplaçant, il supplée Serge Betsen à la 64e minute) avec le Biarritz olympique
  - Vice-champion (1) : 1998 (capitaine) avec l'USA Perpignan

### En équipe nationale
- Tournoi des Six Nations :
  - Grand Chelem en 1998 et 2004
  - Vainqueur en 2006
- Coupe du monde : 
  - Vice-champion en 1999 : 1 sélection (Namibie)

## Statistiques

### Statistiques de joueur
Il a honoré sa première cape internationale en équipe de France le 25 septembre 1996 contre l'équipe d'Argentine.
Sa dernière sélection fut contre le pays de Galles lors du Tournoi des six nations 2006.
- 37 sélections en équipe de France entre 1996 et 2006
- 6 essais (30 points)
- Sélections par année : 2 en 1996, 1 en 1997, 9 en 1998, 5 en 1999, 5 en 2000, 1 en 2001, 6 en 2004, 4 en 2005, 4 en 2006

#### Tournoi des Cinq/Six Nations
| Édition           | Rang | Résultats France | Résultats Lièvremont | Matchs Lièvremont |
| ----------------- | ---- | ---------------- | -------------------- | ----------------- |
| Cinq Nations 1998 | 1    | 4 v, 0 n, 0 d    | 4 v, 0 n, 0 d        | 4/4               |
| Cinq Nations 1999 | 5    | 1 v, 0 n, 3 d    | 1 v, 0 n, 2 d        | 3/4               |
| Six Nations 2000  | 2    | 3 v, 0 n, 2 d    | 3 v, 0 n, 2 d        | 5/5               |
| Six Nations 2001  | 5    | 2 v, 0 n, 3 d    | 0 v, 0 n, 1 d        | 1/5               |
| Six Nations 2004  | 1    | 5 v, 0 n, 0 d    | 4 v, 0 n, 0 d        | 4/5               |
| Six Nations 2006  | 1    | 4 v, 0 n, 1 d    | 3 v, 0 n, 1 d        | 4/5               |

Légende : v = victoire ; n = match nul ; d = défaite ; la ligne est en gras quand il y a Grand Chelem.

#### Coupe du monde
| Édition          | Rang      | Résultats France | Résultats Lièvremont | Matchs Lièvremont |
| ---------------- | --------- | ---------------- | -------------------- | ----------------- |
| Royaume-Uni 1999 | Finaliste | 5 v, 0 n, 1 d    | 1 v, 0 n, 0 d        | 1/6               |

Légende : v = victoire ; n = match nul ; d = défaite.

### Statistiques d'entraîneur
| Saison    | Club             | Division | Poste              | Classement | Coupe d'Europe | Challenge européen |
| --------- | ---------------- | -------- | ------------------ | ---------- | -------------- | ------------------ |
| 2008-2009 | US Dax           | Top 14   | Entraîneur en chef | 13e        | N/A            | Éliminé en poule   |
| 2009-2010 | US Dax           | Pro D2   | Entraîneur en chef | 11e        | N/A            | N/A                |
| 2010-2011 | Aviron bayonnais | Top 14   | Avants             | 7e         | N/A            | Éliminé en poule   |